# Pir Mouhammad Khan
Shahzada Pir Mouhammad Khan (1757 - Choujabad, 1er février 1777) fut un prince moghol de la dynastie des Khudakka-Durrani du XVIIIe siècle.
Pir Mouhammad Khan est né en 1757. Il était le fils aîné de Mouhammad Sharif Khan Bahadour, plus tard Gouverneur de Multan, et de son épouse inconnue (on sait qu'elle est morte en 1798). Pris en otage avec son père par les Sikhs en 1764, il fut libéré en 1767 après avoir payé une rançon de 12 000 roupies.
Pir Mouhammad Khan est mort avant son père, à Choujabad, le 1er février 1777. Il est inhumé à Multan, dans le Bagh-i-Khudakka.